# 아니바

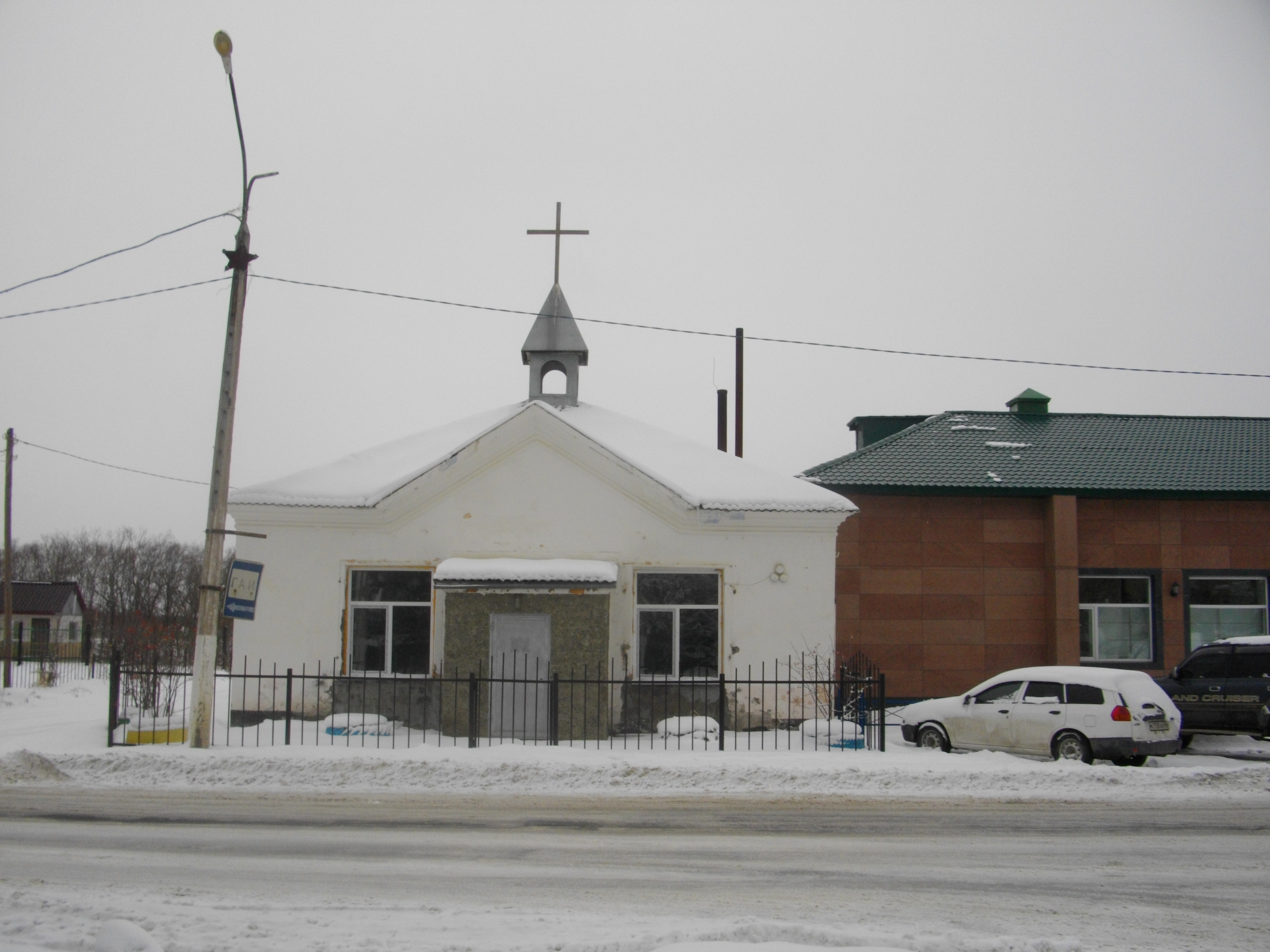
아니바의 풍경(2011년)

아니바(러시아어: Ани́ва)는 러시아 사할린주 아닙스키군에 속한 도시다.
사할린섬의 남쪽에 위치해 있고 류토가강의 하구에 위치해 있다. 아니바만에 접해 있으며 유즈노사할린스크에서 남쪽으로 37 km 떨어져 있다.
1886년에 류토가라는 이름으로 지어졌다. 이 지역은 일본령 시절에는 "루타카"(아이누어의 "rut"(바다의-), "aka"와 "akka"(물)에서 유래됨)라고 불렸다. 1945년에 이 지역은 아니바라는 이름으로 개칭되었다.